# Masa molowa
Masa molowa – wielkość fizyczna określająca masę jednego mola danej substancji chemicznej (np. pierwiastka bądź związku chemicznego). W układzie SI jednostką masy molowej jest kg/mol, choć częściej wyraża się ją w g/mol, dzięki czemu jest ona liczbowo równa masie cząsteczkowej. Międzynarodowa Unia Chemii Czystej i Stosowanej (IUPAC) definiuje tę wielkość jako stosunek masy substancji chemicznej do ilości tej substancji:
{\displaystyle M_{B}={\frac {m}{n_{B}}}},
gdzie: MB – masa molowa substancji B; m – masa substancji B; nB – ilość (liczba moli) substancji B
Dawniej stosowano pojęcie „gramocząsteczka”, które oznaczało wyrażoną w gramach masę 1 mola cząsteczek substancji chemicznej.
| Substancja   | Wzór          | Masa molowa (g/mol) | Źródło |
| ------------ | ------------- | ------------------- | ------ |
| wodór        | H 2           | 2,016               | [ 4 ]  |
| woda         | H 2O          | 18,02               | [ 5 ]  |
| etanol       | C 2H 6O       | 46,07               | [ 6 ]  |
| erytromycyna | C 37H 67NO 13 | 733,9               | [ 7 ]  |